# أمفيتامينات
الأمفيتامينات (بالإنجليزية: Substituted amphetamines) هي قسم من المركبات المبنية على بنية الأمفيتامين، تشمل جميع المركبات المشتقة المكوَّنة من تعويض أو استبدال مستبدلات بذرة هيدروجن واحدة أو أكثر في البنية التركيبية للأمفيتامين. يشمل هذا القسم من المركبات مجموعة متنوعة من الأقسام الفرعية الدوائية منها: المنبهات، المشعِّرات، المهلوسات، وأخرى غيرها. من الأمثلة على الأمفيتامينات المستبدلة: أمفيتامين في حد ذاته، ميثامفيتامين، إفيدرين، كاثينون، فينتيرمين، ميفينتيرمين، بوبروبيون، ميثوكسي فينامين، سيليجيلين، أمفيبرامون، بيروفاليرون، MDMA وDOM.
تظهر بعض مشتقات الأمفيتامين المستبدل طبيعيا، على سبيل المثال في أوراق نباتي العلندى والقات، وقد استخدمت هاتين النبتتين منذ القدم (على الأقل منذ ألف سنة مضت) بسبب تأثيراتها الدوائية. تم إنتاج الأمفيتامين أول مرة في نهاية القرن التاسع عشر، وبحلول العقد 1930 استُخدم الأمفيتامين وبعض المركبات المشتقة منه كمزيلات احتقان في معالجة أعراض البرد وكذلك كعوامل نفسية المفعول في بعض الأحيان. تأثيراتها على الجهاز العصبي المركزي متنوعة، لكن يمكن تلخيصها في ثلاث أنشطة متداخلة: تنشيط نفسي، هلوسي ومثير للمشاعر. مختلف مستبدلات الأمفيتامين يمكن أن تحدث هذه التأثيرات وحدها أو في توليفة مع بعضها.